# ハーディ・ガーディ
ハーディ・ガーディ（ハーディー・ガーディー、英語: hurdy gurdy）は、弦楽器の一種。張られた弦の下を通るロジンを塗った木製のホイール（回転板）が弦を擦ることで発音する。ホイールはヴァイオリンの弓と同じような機能を果たしているが、クランク（ハンドル）で操作されており、従ってハーディ・ガーディは一種の機械仕掛けのヴァイオリンということができる。胴はギターやリュートのような形をしたものが多い。旋律は鍵盤を使って演奏されるが、この鍵盤は「タンジェント」と呼ばれる小さな楔形（通常は木製）を押し下げて弦に押し付けることでピッチを調整している。
ほとんどのハーディ・ガーディには、旋律弦の他に複数の「ドローン弦」があり、旋律と同時に常に持続音が響いている。このため、同じようにドローン音を持つバグパイプと似たところがあり、フランスの民族音楽や、現代のハンガリー音楽などでは、バグパイプと同時に、あるいはバグパイプの代わりとしてしばしば使われている。
ハーディ・ガーディの演奏は、多くのヨーロッパの民族音楽祭で見ることができるが、その中でも著名なのはフランスアンドル県のサン・シャルティエで、7月14日前後に行われる音楽祭である。

## 起源と歴史

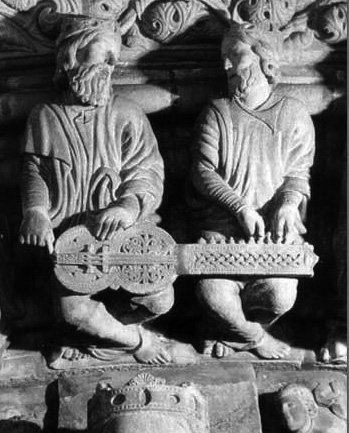
オルガニストルムを奏する人物たち（スペイン・サンティアゴ・デ・コンポステーラ）

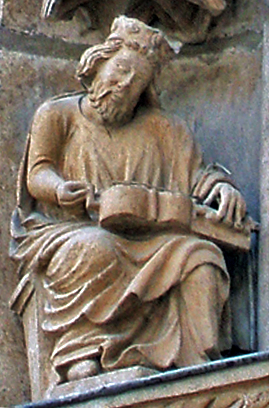
独奏オルガニストルム（スペイン・ブルゴス大聖堂・13世紀）

ハーディ・ガーディは西ヨーロッパにおいて、11世紀以前に発生したと考えられている。最も古い形態の一つはオルガニストルムと呼ばれる、ギター型のボディに鍵盤（音域は1オクターヴの全音階）が設置された長いネックを持つ大型の楽器である。オルガニストルムは駒を共有する1本の旋律弦と2本のドローン弦をもち、比較的小さなホイールを持っていた。大型の楽器のため、演奏は2名で行われ、一人がクランクを回し、もう一人が鍵を引きあげた。この鍵を引きあげるという操作は難しく、そのためオルガニストルムではゆっくりとした旋律しか演奏できなかった。オルガニストルムのピッチ（音高）はピタゴラス音律で調律されており、修道院や教会での合唱音楽の伴奏楽器として主に使用されていた。オドン・ド・ クリュニー（-942）が作者に擬される、Quomodo organistrum construatur （「オルガニストルムの構造について」）と題する短い書きつけが残されているが、後代の写本しかなく、真作であるかは極めて疑わしい。オルガニストルムの最古の表象物の一つとして、スペイン・ガリシア地方のサンティアゴ・デ・コンポステーラにある12世紀建造の栄光の回廊（´Pórtico de la Gloria）中にある、オルガニストルムを奏する二人の音楽家の彫像があげられる。
後に「オルガニストルム」は小型化し、一人の奏者がクランクと鍵盤を同時に操作できるようになった。「独奏オルガニストルム」はスペインおよびフランスで見られたが、小型の箱型のハーディ・ガーディである「シンフォニア」（symphonia）に取って代わられてほとんど姿を消していった。シンフォニアは3弦で、全音階の鍵盤を持っていた。シンフォニアの発展と同時期に、下から押す新型の鍵盤も開発された。この新しい鍵盤により早いパッセージの演奏がはるかに容易になり、次第に上から引きあげるタイプの鍵盤を完全に駆逐した。中世のシンフォニアの表象には、両方のタイプの鍵盤が見られる。

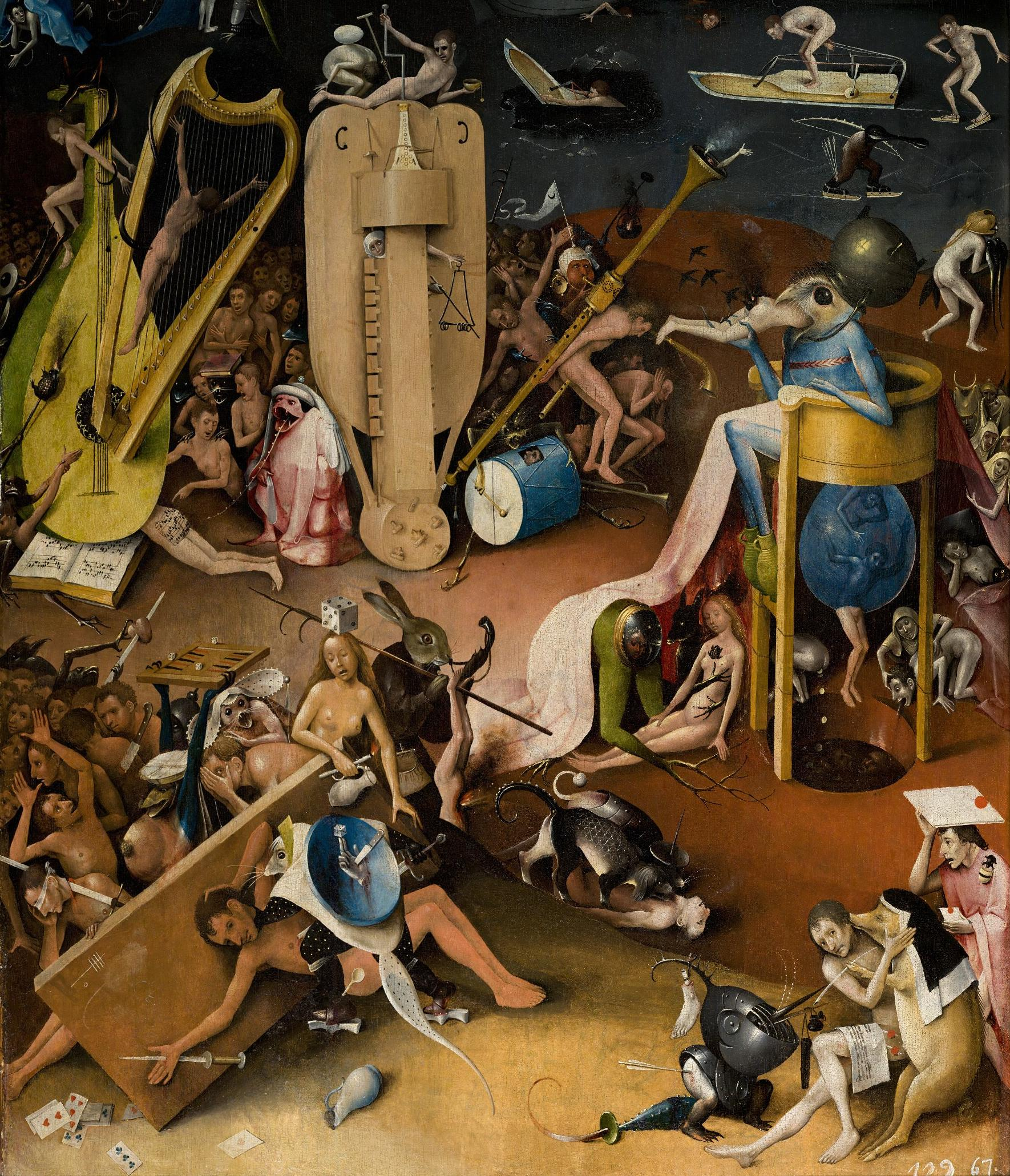
ヒエロニムス・ボス「快楽の園」部分拡大図。うなり駒を持つハーディ・ガーディの最古の画像である。

ルネサンス期にはハーディ・ガーディはバグパイプと並んで高い人気があり、ハーディ・ガーディの特徴である短いネックと角張ったボディ、および湾曲したテールという形を獲得していった。絵などに描かれた楽器に「うなり駒」が登場するのもこの時期からである。「うなり駒」はドローン弦の下にある非対称形の駒で、ホイールの回転速度が上ると、駒の足の片方が持ち上がって響板から離れて振動し、ブーンといううなりを発生させる。うなり駒は、トロンバ・マリーナ （tromba marina）という単弦の擦弦楽器から借用されたと考えられている。
後期ルネサンスのハーディ・ガーディには、2タイプの外形が発達した。一つはギターに似たものであり、もう一つはリブをもつリュートに似た丸いボディのものである。リュート型のボディは、特にフランスの楽器に多く見られる。

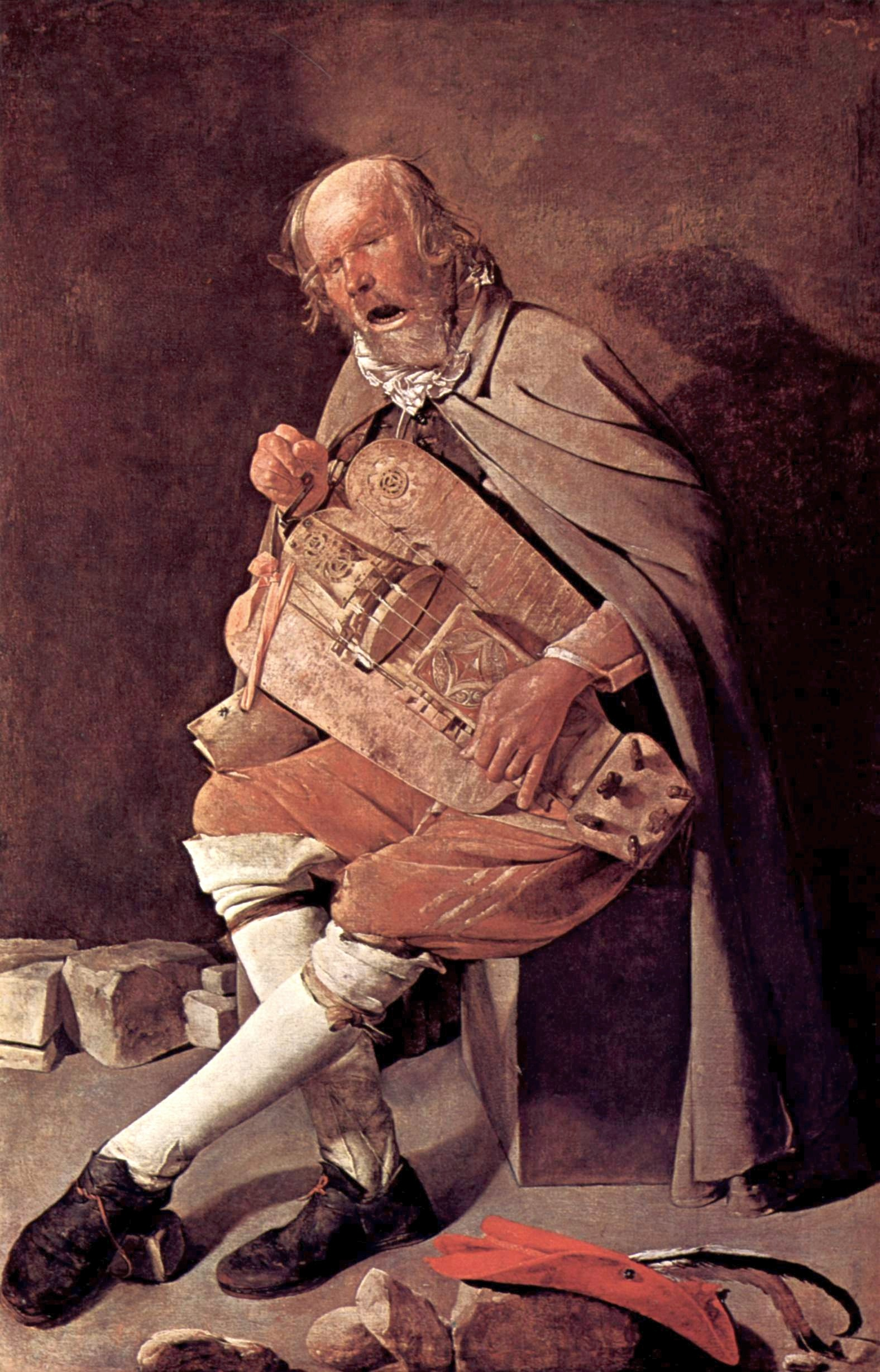
ジョルジュ・ド・ラ・トゥールの描くハーディ・ガーディ弾き

17世紀末になると、音楽の趣味の変化と共に多声を同時に奏することができる楽器が好まれるようになり、ハーディ・ガーディは最下層の地位に追いやられていく。その結果、例えばドイツ語では「農民のリラ」を意味する「バウエルンライアー」（Bauernleier）や「乞食のリラ」を意味する「ベットラーライアー」（Bettlerleier）などと呼ばれるようになった。逆に18世紀には、フランスのロココ趣味で田舎風がもてはやされたことから、再びハーディ・ガーディが宮廷に持ち込まれ、上流層の間で人気を博した。この時期にはハーディ・ガーディのための曲も数多く作曲されている（今日最も有名な作品にはアントニオ・ヴィヴァルディ作（とされた）『忠実な羊飼い』（Il pastor Fido）があげられる）。この時期に、現在もっとも一般的なハーディ・ガーディの形である、6弦の「ヴィエル・ア・ル」（仏：vielle à roue）が確立した。6弦のものは、2本の旋律弦と4本のドローン弦を持ち、ドローン弦を鳴らしたり消したりすることで、さまざまな調に対応できるようになっている（例えばハ音とト音またはト音と二音）。

また、この時期にハーディ・ガーディは東に伝播し、スラヴ語圏西側、ドイツ語圏およびハンガリー語圏においてさらに多様化し、特にハンガリー、ポーランド、ベラルーシ、ウクライナで広く見られた。ウクライナでは「リラ」と呼ばれ、リルニク（lirnyk）という多くは盲目の辻音楽師が職業として演奏していた。演奏する曲目は主に宗教にまつわるものであったが、ドゥマ（Дума）と呼ばれる叙事詩や舞曲も多く演奏された。しかし、1930年代にソヴィエト当局によりほぼ根こそぎにされ、250から300人のリルニクがソヴィエト社会にふさわしくない社会要素として処刑された。
ハーディ・ガーディの多くは20世紀初頭にはほとんど消滅したが、一部は今日まで生き残っている。特に有名なのが、フランスの「ヴィエル・ア・ル」と、ハンガリーの「テケルーラント」（tekerőlant）または省略形の「テケレー」（tekerő）、スペインの「ソンファナ」（zanfona）である。近年では再興の動きがスウェーデン、ドイツ、オーストリア、チェコ、ポーランド、ロシア、ウクライナ、イタリア、ポルトガルなどで盛んとなっている。この再興の動きによって、さまざまな新しいジャンルの音楽にハーディ・ガーディが用いられることも増えている。
近年では、アメリカのテレビドラマ『Black Sails/ブラック・セイルズ』のテーマ曲で使用された。

## 楽器の名称
オックスフォード英語辞典によれば、「ハーディ・ガーディ」という言葉の起源は擬声語である。ホイールは木製だが、湿度の変化などによりゆがむため音が揺れることが多くその様子を表現したか、あるいはうなり駒の音を表現したものとされる。
その他に、次のような民間語源などいくつかの語源説が唱えられている。

ハーディ（hurdy）とは人の臀部であり、ガーディ（gurdy）とは魚網を船に引き入れるのに用いられたクランク付きのリール。18世紀にフランスの楽器に対してイギリスで用いられた軽蔑的な名称。

この語源説にはいくつもの問題がある。中でも "hurdy" という英語の単語は他に知られていないこと、またクランクを指す "hurdy gurdy" という語（"gurdy" ではない点にも注意）は、1883年に楽器としてのハーディ・ガーディに由来する語として初めて記録されていることが指摘できる。
英語では他に「ホイール・フィドル」という呼び名もあるが、演奏家にはほとんど用いられていない。
フランス語では「輪のフィドル」を意味する「ヴィエル・ア・ル」（vielle à roue）、または単に「ヴィエル」（vielle）という。
ハンガリー語の「テケルーラント」（tekerőlant）、その略称の「テケルー」（tekerő）および別名のフォルゴラン（forgólant）はどちらも「回転リュート」の意味である。ハンガリー語ではほかに「ニェニェーレ」（nyenyere）という擬声語的な名称もある。なお、この語はブダペストの南にあるチェペル島では普通に用いられていたが、ハンガリー低地地方では蔑称である。チェコ語の「ニニェーラ」（niněra）、スロヴァキア語の「ニネーラ」（ninera）も同様の擬声語である。
ドイツ語の「ドレーライアー」（Drehleier）は「回しハープ」を、「バウエルンライアー」（Bauernleier）は「農民のリラ」を意味する。 オランダ語の draailier も近い。
イタリア語の「ギロンダ」（ghironda）は「回すもの」、「リラ・テデスカ」（lira tedesca）は「ドイツのリラ」を意味する。
スウェーデンの類似楽器ニュッケルハルパ（nyckelharpa）は弓で弾く楽器である。

### ハーディ・ガーディと呼ばれる別の楽器
18世紀には「ハーディ・ガーディ」という名称は、手回しオルガンにも用いられていた。手回しオルガンはオルガンのパイプを持ったクランクで操作する箱型の楽器で、ピンを打ち込んだ筒が回ってあらかじめ設定したとおりの音が鳴り、貧しい大道芸人（辻音楽師）が多く演奏した。手回しオルガンに必要な操作はクランクを回すことだけで、音楽はピンを打ち込んだ筒、あるいは穴の空いた紙ロール、最近では電子モジュールによって自動的に演奏できる。
「ハーディ・ガーディ」という名称にまつわるこのような混乱は英語、またそれを取り入れている日本語などの言語に限られたものであるが、ドイツ語やハンガリー語でも現代人にとってハーディ・ガーディになじみがなくなっているために、同種の混乱は見られる。フランス語では手回しオルガンは Orgue de Barbarie （バーバリー・オルガン）と呼び、ドイツ語では Drehorgel （いんちきオルガン）と呼ぶ。

## 構造
今日のハーディ・ガーディには標準的な設計というのはないが、6弦のフランス式「ヴィエル・ア・ル」がもっともよく知られ、また広く用いられている。地域毎に特色ある楽器が発達したが、フランス以外のものは「民族楽器」と認識され、標準形として採用すべき決まった流れは見いだしがたい。
現代の楽器では、ボディの形が大きく分けて2つある。1つがギター型であり、もう1つがリュート型である。フランス語圏では両方が見られるが、それ以外の地域ではギター型が一般的である。古楽奏者や時代考証を重視する演奏家の間では、箱型の「シンフォニア」もよく用いられている。

### 用語

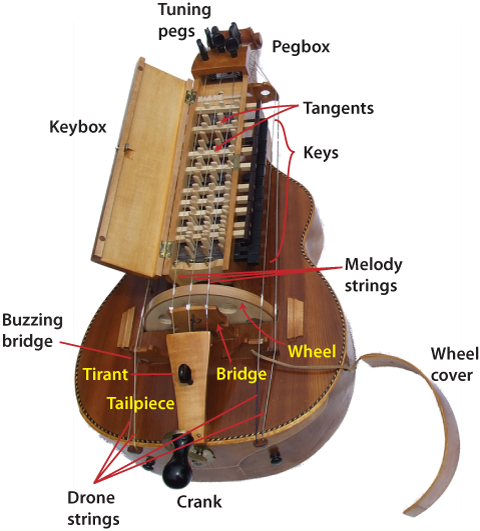
モダン・フランス式ハーディ・ガーディの各部位（Balázs Nagy作）

ハーディ・ガーディはフランスでの伝統が長いために、奏者の用いる専門用語にはフランス語が多く使われている。特に重要な用語として以下があげられる。
- trompette（トロンペット）: 最高音のドローン弦（うなり駒を持つ）
- mouche（ムッシュ）: トロンペットの4度もしくは5度下に調弦されたドローン弦
- petit bourdon（プティ・ブルドン）: トロンペットのオクターヴ下に調弦されたドローン弦
- gros bourdon（グロ・ブルドン）: ムッシュのオクターヴ下に調弦されたドローン弦
- chanterelle(s)（シャントレル）: 旋律弦。シャンテとも（いずれも「歌うもの」といった意でヴァイオリンの最高弦（E線）にも使われる用語）
- chien（シヤン）: うなり駒
- tirant（ティラン）: テールピース（英語版）にある小さなペグ（糸巻き）で、うなり駒の感度を調整する

### 弦

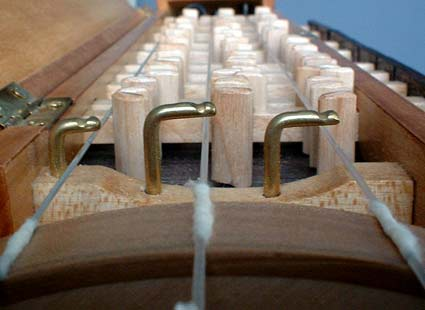
シャントレル3本のフランス式ハーディ・ガーディのホイールとタンジェント。画面右側に鍵盤が見える。

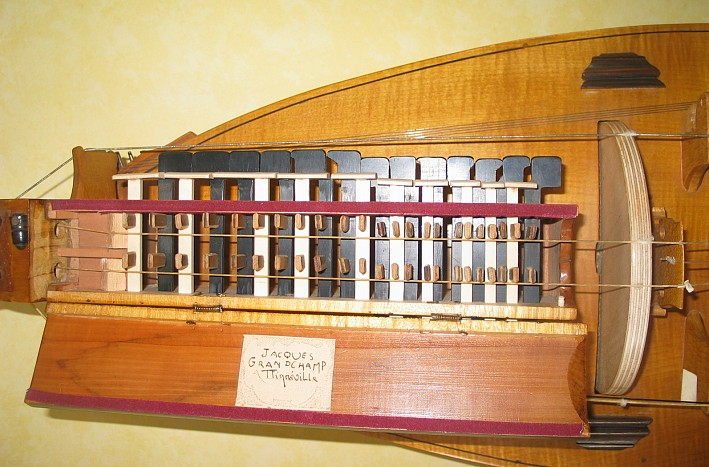
フランス式楽器のキーボックス内部

弦は歴史的にはガットで作られており、今日でも最良の素材と見なされているが、20世紀には金属弦も多用されるようになり、特に低音のドローン弦や低音の旋律弦に用いられている。ナイロン弦も用いられるが、評価しない演奏家が多い。
ドローン弦は決まった音高で持続音を鳴らす。旋律弦（仏： chanterelle(s), ハンガリー語： dallamhúr(ok)）は鍵に付いているタンジェントで押さえつけられることで共鳴長が変り、音高が調整できる。古い楽器ではピタゴラス音律に調律されていたが、後代の楽器ではさまざまな調律が用いられ、他の楽器との合奏がしやすい平均律が特に好まれた。ただし、タンジェントは鍵毎に位置を調節できるので、ハーディ・ガーディはほぼ全ての調律に対応可能である。現代の標準的な楽器は24鍵で、2オクターブの半音階をカバーしている。
正確な音程と音質を確保するために、各弦はコットン（綿）もしくは類似する繊維で包まれている。旋律弦には比較的軽いコットンを使い、ドローン弦には重いコットンを用いる。コットニングが悪いと音質が特に高音部でざらついてしまう。その他、しばしば、駒と弦の間に小さな紙切れ（シム）を挟んでホイールの表面との接触の高さを調節する必要がある。この作業を「シミング」（shimming）という。弦のバランスはコットンとシムの両方に影響を受けるので、シミングとコットニングは.同時に行わなければならない。

### うなり駒

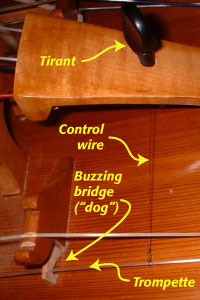
フランス式ハーディ・ガーディのうなり駒。

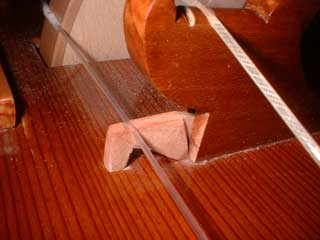
フランス式うなり駒

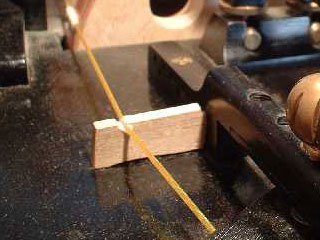
ハンガリー式うなり駒

ハーディ・ガーディにはドローン弦の1本に「うなり駒」を持つものがある。特にフランスのヴィエル・ア・ルおよびハンガリーのテケルーラントにはよく見られ、前者では「シヤン」（犬）、後者では「レチェグー」（ブンブンいうもの）と呼ばれる。現代のフランス式楽器の製作家の中には、うなり駒の数を最大4つまで増やしている者もいる。
うなり駒はドローン弦の下にあるゆるい駒である。駒の一端は縦方向の細長いスロットに差し込まれている（ハンガリー式の楽器ではペグによって押さえられている）。うなり駒の押さえつけられていない側（「ハンマー」と呼ばれる）は響板の上に乗っていて、簡単に振動するようになっている。ホイールをゆっくり回している時には、トロンペット弦が駒を押さえつけ、ドローンを鳴らす。しかしホイールが加速すると、ハンマーが持ち上がって響板にふれながら振動し、独特のリズミックなうなりを発するのである。この効果はアーティキュレーションやびっくりさせる効果を狙って舞曲などで用いられる。
フランス式の楽器では、うなり駒の感度を「ティラン」というペグで調整できる。ティランはテールピース（緒止め）についており、トロンペット弦とワイヤーまたは糸で連結している。ティランを使ってトロンペットにかかる横方向の力を調整し、ホイールの速度に対する感度を調整するのである。
うなり駒を鳴らすには、ホイールの回転をどのポイントで加速するかなど、さまざまな技術がある。加速して「ヒット」するたびに、強いうなり音を得ることができる。「ヒット」は奏者が回すたびにコントロールするものであって、自動的に鳴るものではない。
ハンガリー式のテケルーラントでは、「レチェグーエク」というドローン弦を下に押さえつけるくさびを使って同じような調整を行っている。伝統的なテケルーラントの奏法では、うなり駒のコントロールは全て奏者の手首によって行われており、フランス式の楽器とは異なった音やリズムの可能性を持っている。

### 地域毎の変種
ハーディ・ガーディの分類は主にホイールの大きさと、うなり駒の有無および形式によって行われる。

#### 小型ホイール

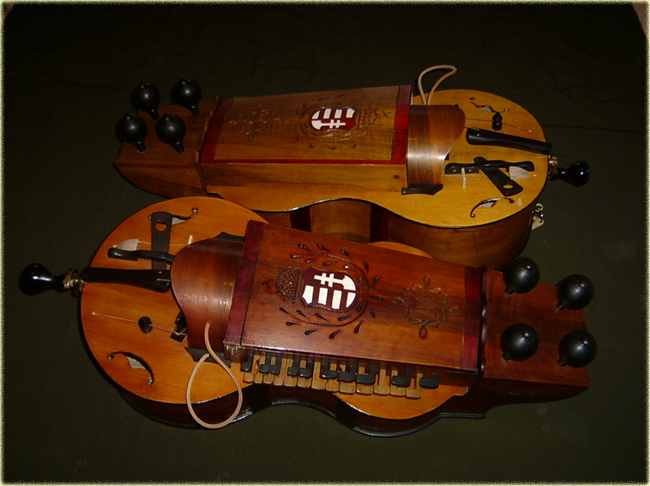
ハンガリー式の2台のハーディ・ガーディ（テケルーラント）、Béla Szerényi 作

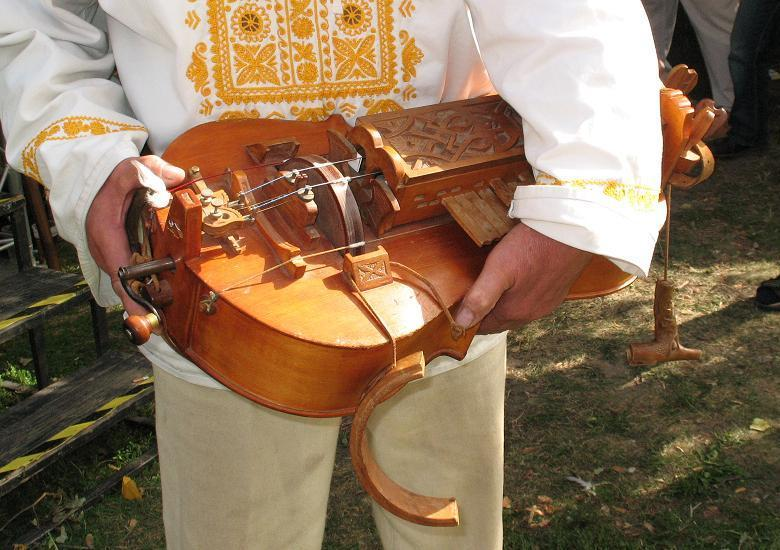
スロバキアのハーディ・ガーディ「ニネラ」（Ninera）、作・演奏：Tibor Koblicek

ホイールが小振りのもの（直径14センチ以下）の楽器は、伝統的には中欧及び東欧に見られる。幅広のキーボックスを持ち、ドローン弦はキーボックスの中を通っている。ホイールが小さいため、一般的には旋律弦1本、ドローン弦2本の3弦の楽器であるが、時に4弦、また5弦の楽器もある。
- 弦調整式うなり駒
  - ドイツの洋梨型ドレーライアー（Drehleier）：2から3本のドローン弦と1から2本の旋律弦、半音階鍵盤を持つ。ペグボックスは特徴的なV字型で、凝った装飾を持つものが多い。うなり駒を調整するペグは、通常、テールピースではなく弦のすぐ隣にあるブロックに設置されている。
- くさび調整式うなり駒
  - テケルーラント（tekerőlant、ハンガリー）：通常2本のドローン弦（時に3弦）と1から2本の旋律弦、半音階鍵盤。ペグボックスは幅広で凝った装飾を持つことが多い。名称の省略形はテケレーまたはテケルー（tekerő）
  - チロリアン・ドレーライアー（Drehleier、オーストリア）：テケルーラントとよく似ているが、通常は全音階鍵盤を持つ。テケルーラントの原型の可能性が指摘されている[6]。
- うなり駒なし
  - リラ・コルボワ（lira korbowa、ポーランド）：ギター型で、ドローン弦2本、旋律弦1本、全音階鍵盤。
  - リラ（lira/лира、ロシア）：ギター型。ドローン弦2本、旋律弦1本、全音階鍵盤。鍵盤は均等な間隔にならんでいる。
  - リラ（lira/ліра、ウクライナ）：ギター型。ドローン弦2本、旋律弦1本、全音階鍵盤。ボディには2タイプあり、1つは一枚板から掘り出し、ギター型で、横向きのペグを持つもの、もう1つは複数の板を組み合わせてあり、ペグは縦方向である。鍵盤は均等な間隔にならんでいる。
  - ニネラ（ninera/kolovratec、スロバキア）：ギター型。ドローン弦2本、旋律弦1本、全音階鍵盤。幅広のキーボックスを持つ。テケルーラントと極めてよく似ているが、うなり駒は持たない。
  - グロダリラ（grodalira/vevlira、スウェーデン）：歴史的な楽器をもとに20世紀になって復元された。ボディには2タイプあり、1つは細長い箱型のもの、もう1つは長い洋梨型である。通常は全音階鍵盤だが、全音階鍵盤の下に追加された拡張鍵盤で半音階をカバーしているものもある（通常の半音階鍵盤を持つハーディ・ガーディは「白鍵」の上に「黒鍵」がある）
  - ドイツのチューリップ型ドレーライアー：ドローン弦3本、旋律弦1本、全音階鍵盤。

#### 大型ホイール
ホイールが大型のもの（直径14から17センチ）は、伝統的には西ヨーロッパに見られる。このタイプは一般的に幅の狭いキーボックスを持ち、ドローン弦はキーボックスの外に張られている。また、弦の数が多く、複数の旋律弦を持つものが多い。現代の楽器には15弦も持つものもあるが、もっとも多いタイプは6弦である。
- 弦調整式うなり駒
  - ヴィエル・ア・ル（vielle à roue、フランス）：通常はドローン弦4本、旋律弦2本だが、更に拡張弦を持つ場合も少なくない。ボディには2タイプあり、1つはギター型であり、もう1つはリュート型である（ヴィエル・オン・リュット、vielle en luth）。フランスの楽器は通常、キーボックスが細く、ドローン弦はキーボックスの外に張られている。伝統的には2本の旋律弦、4本のドローン弦にうなり駒を1つ持つ。現代の楽器では更に弦が多いものが多い。例えば著名な演奏かジル・シャブナ（Gilles Chabenat）の使用楽器は、4本の旋律弦がヴィオラ用のテールピースに張られており、4本のドローン弦がチェロ用のテールピースに張られている。また3本のトロンペット弦を持っている。
  - ニニェーラ（Niněra、チェコ）：ギター型。2つのタイプがあり、1つは一般的なドローン弦と旋律弦の配置だが、もう1つは旋律弦とドローン弦が交互にキーボックスの中に張られている。両タイプにそれぞれ半音階と全音階の鍵盤のタイプがある。またトロンペット弦のうなり量の調整方法も独特である。
- うなり駒なし
  - サンフォナ（Zanfona、スペイン）：通常はギター型で、ドローン弦2本と旋律弦3本を持つ。古い楽器には全音階鍵盤のものがあるが、現代製作されている楽器のほとんどは半音階鍵盤である。サンフォナはハ長調に調弦されており、旋律弦はピアノの中央のハ音と同じ高さに調弦され、バリトン・ドローン弦がその1オクターヴ下、バス・ドローン弦がそのさらに1オクターヴ下のハ音に調弦される。ドローン弦は聴力を高めて二音に調弦されることもあるが、旋律弦はハ音に調弦されたままである。
  - ニニェーラ（Niněra、チェコ）：うなり駒のないタイプ。

## 無形文化遺産
2024年、ウクライナの「コブザとホイール・リラの伝統の保護プログラム」はユネスコの無形文化遺産の「ベスト・プラクティス」に登録された。